# Cano Torto
Cano Torto es el nombre de una variedad cultivar de manzano (Malus domestica). Esta manzana está cultivada en la colección de la Estación Experimental Aula Dei (Zaragoza). Esta manzana es una variedad de manzanas antiguas autóctonas de la comarca de El condado Puenteareas provincia de Pontevedra, actualmente ha descendido su interés comercial donde tenía su principal ámbito de cultivo en Galicia.

## Sinónimos
- "Manzana Cano Torto",[5][7][8]
- "Maceira Cano Torto".

## Historia
La variedad de manzana 'Cano Torto' tiene su origen en Puenteareas, Provincia de Pontevedra de la comunidad autónoma de Galicia.
Variedad que ha bajado su interés comercial en la provincia de Pontevedra con respecto a periodos anteriores donde tuvo una gran difusión, que ha sido desplazado su cultivo por las nuevas variedades selectas foráneas que se distribuyen por los grandes circuitos de comercialización.

## Características
El manzano de la variedad 'Cano Torto' tiene un vigor medio; porte enhiesto, con vegetación muy tupida, hoja pequeña; tubo del cáliz estrecho y alargado, y con los estambres insertos en su mitad y conserva el pistilo fuerte.
La variedad de manzana 'Cano Torto' tiene un fruto de tamaño pequeño; forma esférica y aplastada por los polos o bien cónico-truncada y rebajada de un lado contorno irregular, con tendencia pentagonal; piel semi-mate, si se la frota suavemente toma un intenso brillo; con color de fondo amarillo verdoso, importancia del sobre color baja, color del sobre color rojo cobre, distribución del sobre color en chapa, presentando amplia chapa rojo cobrizo en zona de insolación, acusa un punteado pequeño, ruginoso y aureolado de color del fondo, y con una sensibilidad al "russeting" (pardeamiento áspero superficial que presentan algunas variedades) débil; pedúnculo corto o sobrepasando los bordes, leñoso y teñido de rojo, anchura de la cavidad peduncular amplia, profundidad cavidad pedúncular profunda, con chapa ruginosa en forma estrellada que sobrepasa la cavidad, bordes irregularmente ondulados y rebajados de un lado, y con una importancia del "russeting" en cavidad peduncular fuerte; anchura de la cavidad calicina amplia, profundidad de la cavidad calicina de profundidad media, con bordes ondulados y fondo liso o fruncido, con chapa ruginosa de tono oscuro, y con importancia del "russeting" en cavidad calicina media; ojo cerrado o entreabierto; sépalos puntiagudos y vueltos hacia fuera.
Carne de color crema-verdoso; textura crujiente; sabor característico, acidulado y tenuemente perfumado; corazón pequeño; eje abierto; celdas pequeñas, arriñonadas, puntiagudas; semillas alargadas y la mayoría abortadas.
La manzana 'Cano Torto' tiene una época de maduración y recolección temprana, en verano, su recolección se lleva a cabo a mediados de agosto. Se usa como manzana de mesa fresca de mesa, y manzana de sidra.